# トルクアート・マリアーノ
トルクアート・マリアーノ（Torcuato Mariano、1963年 - ）は、アルゼンチン・ブエノスアイレス出身のギタリスト、作曲家、音楽プロデューサーである。
彼はアルゼンチン生まれで青年期になる1977年にはブラジルに移り住んだ。ムジカ・ポプラール・ブラジレイラ (MPB) の同行アーティストにはレオ・ガンデルマン、ジャヴァン、ガル・コスタ、ジルベルト・ジル、カズーザ、カエターノ・ヴェローゾ、マリーナ・リマらがいる。
イヴァン・リンス、1988年にはガル・コスタとも来日している。

## ディスコグラフィ
- パラダイス・ステーション （ウィンダム・ヒル・レコード、1994年5月21日）
- ラスト・ルック （ウィンダム・ヒル・レコード、1995年7月21日）
- ダイアリー （aten recordings, 2004年8月4日）
- Lift Me Up （215 Records, 2006年8月22日）
- So Far From Home （Nu Groove Records, 2009年3月17日）